# Haptocillium sphaerosporum
Haptocillium sphaerosporum är en svampart som först beskrevs av Goodey, och fick sitt nu gällande namn av Zare & W. Gams 2001. Haptocillium sphaerosporum ingår i släktet Haptocillium och familjen Ophiocordycipitaceae.   Inga underarter finns listade i Catalogue of Life.